# Gorovje Alaj
Gorovje Alaj ali Alajsko pogorje (kirgiško Алай тоо кыркасы; rusko Алайский хребет) je gorovje, ki se razteza od gorovja Tjanšan v Kirgizistanu proti zahodu v Tadžikistan. Je del gorskega sistema Pamir-Alaj. Poteka približno od vzhoda proti zahodu. Njegov najvišji vrh je Pik Tandikul (rusko пик Тандыкуль), ki doseže 5544 m. Tvori južno mejo Ferganske doline, na jugu pa strmo pada v Alajsko dolino. Južna pobočja verige se izlivajo v reko Kizilsuu ali Vakhš, pritok Amu Darje. Potoki, ki odtekajo severna pobočja pogorja, so pritoki Sir Darje in se izlivajo v Fergansko dolino severno od pobočja. Znan vrh je tudi Pik Skobeljeva, 5051 metrov. Evropska pot E007: Taškent – Kokand – Andijan – Oš – Irkeshtam prečka območje preko prelaza Taldik. Gorovje prečka tudi Pamirska cesta.
Zdi se, da nekateri nenatančni viri uporabljajo izraz za celotno južno krivuljo Tjanšana, ki ustreza južni meji Kirgizistana, do severa do pravokotnega podaljška, znanega kot Fergansko pogorje, toda strogo gledano je gorovje Alaj strogo severno od doline Alaj, medtem ko pogorje Trans-Alaj gorovja Pamir leži prav tako južno od te doline, kot tudi pogorje Zarafšan na skrajnem jugozahodu. Pamir-Alaj je skupni izraz za številne gorske sisteme.

## Geologija
Gorovje Alaj, ki temelji na svojem genetskem tipu, je horst-antiklinalna tvorba, ki je nastala med hercinsko orogenezo. V njegovem zahodnem in osrednjem delu potekajo tektonski prelomi vzporedno z goro, v vzhodnem delu pa so usmerjeni od juga proti severu. Geološka zgradba območja je zelo zapletena:
- Zahodni in osrednji del je sestavljen iz silurskih, devonskih in karbonskih usedlin z debelino od 1500 do 3000 metrov. Sem spadajo peščenjak, kremenčevi in karbonski skrilavci, gnajs, dolomit, meljevec, apnenec, porfir, tuf, diabaz, polimikt in konglomerati na osnovi apnenca.
- V vzhodnem delu so jurske formacije do 3300 metrov debele, sestavljene iz konglomeratov, gravelitov in argilitov.

Na nekaterih območjih (kot sta gorovje Kiči-Alaj in Kaijndi) so v te plasti vdrti granit, granodiorit in sienit.
Vznožje (vključno z grebeni in nizkimi gorami, kot so Papan, Otuzadir in Katirantoo) in dna dolin so prekrita s sedimentnimi kamninami iz paleogenskega, neogenskega in kvartarnega obdobja, z debelino do 200 metrov. Sem spadajo glina, pesek, lapor, drobni prod in morenske usedline.
Gorovje Alaj vsebuje nahajališča živega srebra, antimona, železa, boksita, volframa, bizmuta, polimetalov, arzena, premoga in drugih mineralov, od katerih imajo nekateri industrijski pomen.